# النعمان بن حميضة البارقي
النُّعمان بن حُميضة البارِقي (نحو 105 ق هـ - 23 ق هـ/ 520م - 600م)، من بني حميضة، من بارق، من الأزد: من فصحاء العرب المشهورين، وكان من الخطباء البلغاء، ومن الأشراف الرؤساء في الجاهلية، وفي ذلك قال ابن عبد ربه:«النعمان بن حميضة: جاهلي شريف».
أورد له الأصبهاني رسالة من أفصح وأبلغ ما كتب العرب.صاحب المقولة المشهورة: «قد حلبت الدهر أشطره فعرفت حلوه ومره، كل زمان لمن فيه في كل يوم ما يكره ، كل ذي نصره سيخذل، إن قول الحق لم يدع لي صديقاً».وقد استعمل عمر بن الخطاب مقولة النعمان قد حلبت الدهر أشطره في أحد خطبة. من ما أُثر عنه رسالته إلى أكثم بن صيفي.هو والد الصحابي حميضة بن النعمان حميضة البارقي.

## النسب
- النعمان بن حميضة بن الحارث بن عوف بن عمرو بن سعد بن ثعلبةَ بن كنانة بن سعد بن بارق بن حارثة بن عمرو مزيقياء بن عامر ماء السماء بن حارثة الغطريف بن امريء القيس بن ثعلبة بن مازن بن الأزد.[7]

## حكمته
كتب النعمان بن حميضة البارقي إلى أكثم بن صيفي فقال: «قد حلبت الدهر أشطره، فعرفت حلوه ومره. عين عرفت فذرفت. إن أمامي مالا أسامي. رب سامع بخبري لم يسمع بعذرى. كل زمان لمن فيه. في كل يوم ما يكره. كل ذي نصرة سيخذل. تباروا فإن البر ينمى عليه العدد. كفوا ألسنتكم فإن مقتل الرجل بين فكيه، إن قول الحق لم يدع لي صديقاً. لا ينفع مع الجزع التبقي، ولا ينفع مما هو واقع التوقي. ستساق إلى ما أنت لاق في طلب المعاني يكون العز الاقتصاد في السعى أبقى للجمام. من لم يأس على ما فاته ودع بدنه. من قنع بما هو فيه قرت عينه. أصبح عند رأس الأمر خير من أن تصبح عند ذنبه. لم يهلك من مالك ما وعظك. ويل لعالم أمر من جاهله. الوحشة ذهاب الأعلام. البطر عند الرخاء حمق. لا تغضبوا عند اليسير فربما جنى الكثير. لا تضحكوا مما لا يضحك منه. حيلة من لا حيلة له الصبر. كونوا جميعاً فإن الجميع غالب. تثبتوا ولا تسارعوا، فإن أحزم الفريقين الركين. رب عجلة تهب ريثاً. ادرعوا الليل، واتخذوه جملاً فإن الليل أخفى للويل. لا جماعة لمن اختلف. قد أقر صامت. المكثار كخاطب الليل. من أكثر أسقط. لا تفرقوا في القبائل فإن الغريب بكل مكان مظلوم. عاقدوا الثروة وإياكم والوشائظ، فإن الذلة مع القلة. لو سئلت العارية لقالت: أبغي لأهلي ذلاً. الرسول مبلغ غير ملوم. من فسدت بطانته كان كمن غص بالماء. أساء سمعاً فأساء جابة . الدال على الخير كفاعله. إن المسالة من أضعف المكسبة. قد تجوع الحرة ولا تأكل بثدييها. لم يجر سالك القصد، ولم يعم قاصد الحق. من شدد نفر، ومن تراخى تألف. السرو التغافل. أوفى القول أوجزه. أصوب الأمور ترك الفضول. التغرير مفتاح البؤس. التواني والعجز ينتجان الهلكة. لكل شيء ضراوة. أحوج الناس إلى الغني من لا يصلحه إلا الغنى، وهم الملوك. حب المدح رأس الضياع. رضا الناس غاية لا تبلغ، فلا تكره سخط من رضاه الجور. معالجة العفاف مشقة فتعوذ بالصبر. أقصر لسانك على الخير، وأخر الغضب؛ فإن القدرة من ورائك. من قدر أزمع. ألأم أعمال المقتدرين الانتقام. جاز بالحسنة ولا تكافئ بالسيئة. أغنى الناس عن الحقد من عظم عن المجازاة. من حسد من دونه قل عذره. من جعل لحسن الظن نصيباً روح عن قلبه. عي الصمت أحمد من عي المنطق. الناس رجلان، محترس ومحترس منه. كثير النصح يهجم على كثير الظنة. من ألح في المسألة أبرم. خير السخاء ما وافق الحاجة. العلم مرشد وترك ادعائه ينفي الحسد. الصمت يكسب المحبة. لن يغلب الكذب شيئاً إلا غلب عليه. الصديق من الصدق القلب قد يهتم وإن صدق اللسان. الانقباض عن الناس مكسبة للعداوة، وتقريبهم مكسبة لقرين السوء، فكن من الناس بين القرب والبعد، فإن خير الأمور أوساطها. فسولة الوزراء اضر من بعض الأعداء. خير القرناء المرأة الصالحة. عند الخوف حسن العمل. من لم يكن له من نفسه زاجر لم يكن له من غيره واعظ، وتمكن منه عدوه على أسوأ عمله. لن يهلك امرؤ حتى يملك الناس عتيد فعله، ويشتد على قومه، ويعجب بما يظهر من مروءته، ويغتر بقوته، والأمر يأتيه من فوقه. ليس للمختال في حسن الثناء نصيب. لا نماء مع العجب. إنه من أتى المكروه إلى أحد بدأ بنفسه. العي أن تتكلم فوق ما تشد به حاجتك . لا ينبغي لعاقل أن يثق بإخاء من لا تضطره إلى إخائه حاجة. أقل الناس راحة الحقود. من تعمد الذنب فلا تحل رحمته دون عقوبته، فإن الأدب رفق، والرفق يمن».وفي وصية أكثم بن صيفي لأبنائه قال لهم جزء من ما كتب له النُّعمان بن حُميضة، فقال : «يابني قد أتت علي مائتا سنة وإني مزودكم من نفسي، عليكم بالبر ينمي العدد وكفو ألسنتكم فإن مقتل الرجل بين فكيه، إن قول الحق لم يدع صديقاً، وإنه لا ينفع من الجزع التبكي ولا مما هو واقع التوقي، وفي طلب المعالي يكون الغرر". وهي وصية طويلة جاء في أخرها : "يابني لا يغلبنكم جمال النساء عن صراحة النسب فإن المناكح الكريمة مدرجة للشرف».

## من أقواله
- إن قول الحق لم يدع لي صديقا.
- في طلب المعالي يكون العز.
- من قنع بما هو فيه قرت عينه.
- لا تغضبوا عند اليسير فربما جنى الكثير.
- حِيلَة من لَا حِيلَة لَهُ الصَّبْر.
- لَا جمَاعَة لمن اخْتلف.
- من فسدت بطانته كان كمن غص بالماء أساء سمعا فأساء جابة .
- الدال على الخير كفاعله.
- من شدد نفر ومن تراخى تألف .
- أوفى القَوْل أوجزه.
- حب الْمَدْح رَأس الضّيَاع.
- من جعل لحسن الظن نصيبا روح عن قلبه.
- رضَا النَّاس غَايَة.
- أقل الناس راحة الحقود.
- الناس رجلان محترس ومحترس منه.
- الصمت يكسب المحبة.
- خير القرناء المراة الصالحة.
- كفوا ألسنتكم فإن مقتل الرجل بين فكيه.
- الدَّال على الْخَيْر كفاعله.
- إنه من أتى المكروه إلى أحد بدأ بنفسه.
- ستساق إلى مَا أنت لَاق.
- من لم يأس على مَا فَاتَهُ ودع بدنه.
- من قنع بِمَا هُوَ فِيهِ قرت عينه.
- أصبح عِنْد رَأس الْأَمر خير من أَن تصبح عِنْد ذَنبه.
- لَا تَضْحَكُوا مِمَّا لَا يضْحك مِنْهُ.
- كونُوا جَمِيعًا فَإِن الْجمع غَالب.
- الصّديق من الصدْق.
- الذلة مَعَ الْقلَّة.
- من شدد نفر وَمن ترَاخى تألف.
- تباروا فَإِن الْبر ينمى عَلَيْهِ الْعدَد.